# Wo-kchou

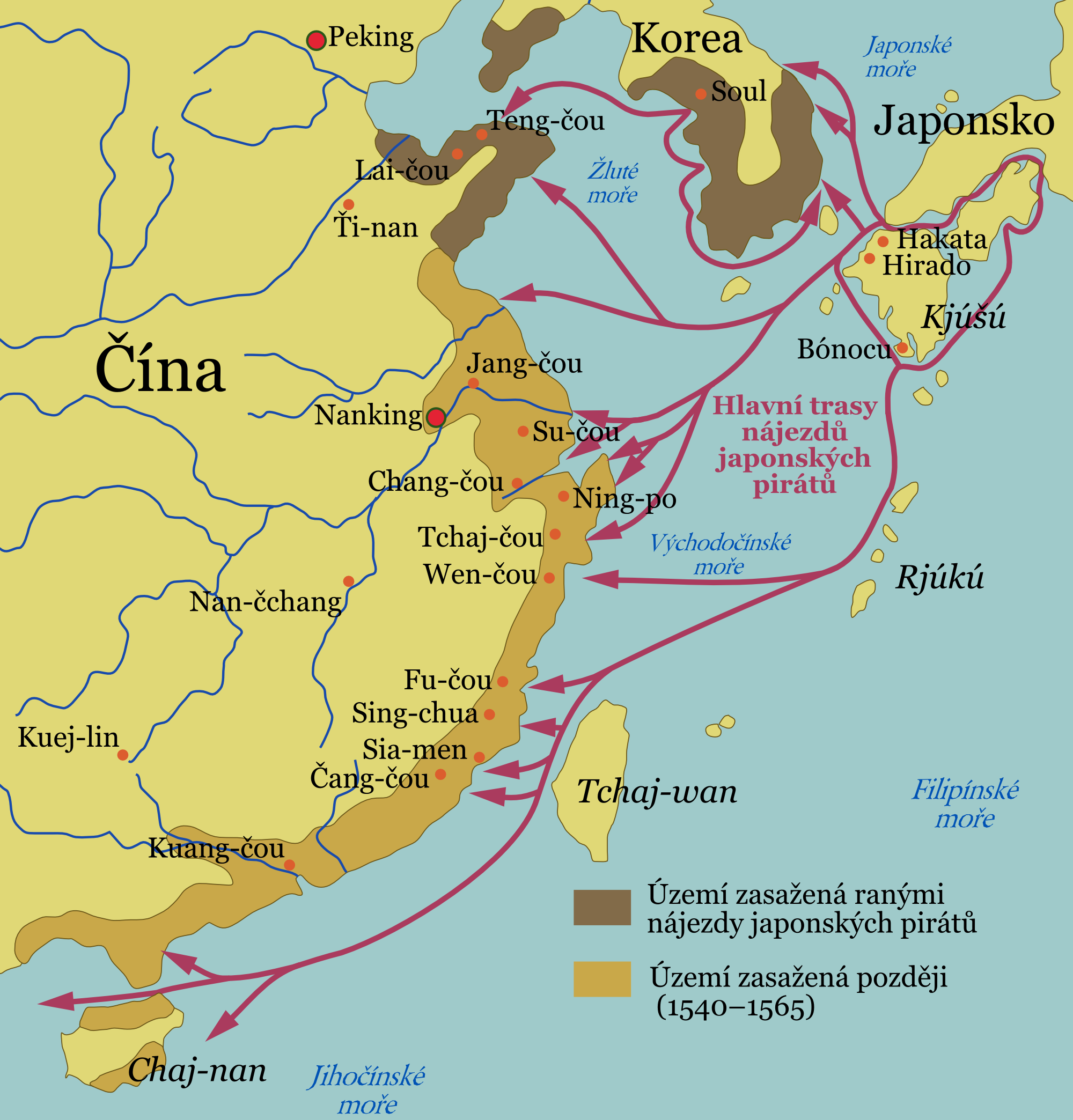
Útoky wo-kchou na čínské pobřeží

Wo-kchou (čínsky pchin-jinem wōkòu, znaky 倭寇; japonsky わこう, wakó; korejsky 왜구, wägu), doslova „japonští bandité“ byli piráti různého původu podnikající od 13. do 16. století nájezdy na korejské a čínské pobřeží. Původně se jimi stávali především vojáci, obchodníci a pašeráci z Japonska; v pozdějších staletích mezi nimi silně vzrostl podíl Číňanů.
Raná fáze aktivity wo-kchou začala ve 13. století a trvala do poloviny 14. století. Tehdy piráti z Japonska soustředili své nájezdy na pobřeží Korejského poloostrova, časem překračovali Žluté moře a útočili i na pobřeží Číny.
Čínská říše Ming začátkem 70. let 14. století zavedla politiku „zakázaného moře“ (chaj-ťin, 海禁), tj. zakázala soukromý zahraniční obchod bez povolení úřadů, vydávaných jen v omezené míře, a bránila styku Číňanů s cizinci. Doufala, že se tak problém s piráty vyřeší. Čínští obchodníci se ale výnosného námořního obchodu nevzdali, byť byl nyní ilegální. Čínské úřady pak pod pojem wo-kchou zahrnovaly jak piráty původem z Japonska, tak čínské pašeráky.
Aktivita wo-kchou střídavě sílila a slábla po celé 15. a první dvě třetiny 16. století. Na vrcholu aktivity v 50. a 60. letech 16. století piráti a pašeráci operovali podél celého čínského pobřeží a na velkých řekách (jako Jang-c’-ťiang) se vydávali do vnitrozemí. Tehdy se již rekrutovali většinou z Číňanů. Po roce 1567, kdy mingská vláda rezignovala na zákaz soukromého námořního obchodu (kromě obchodu s Japonskem), problémy s piráty ustaly.